# 和泉ふみ
和泉 ふみ（いずみ ふみ、2001年〈平成13年〉3月23日 - ）は、日本の元アイドル、元女優。
埼玉県出身。当初は「亜桜しおん」（あさくら しおん）の芸名で『26時のマスカレイド』に在籍。その後は『虹色の飛行少女』や『ReverseTokyo』のメンバーとしても活動していた。

## 略歴
2016年8月、「読モBOYS&GIRLS×Zipperアイドルオーディション」に合格し、同年9月23日発売の「Zipper」AUTUMN号に於いてアイドルグループ『26時のマスカレイド』の正規メンバーに選ばれたことが発表される。ニジマスでは結成から2018年3月23日付をもって卒業するまで、1年半在籍した。
2018年7月、劇団ToyLateLie第7回本公演「7×1」への出演を機に結成された『虹色の飛行少女』に参加。これを機に芸名を「和泉ふみ」に改めた。更に2019年5月からはガールズユニット『ReverseTokyo』（リバーストーキョー）のメンバーとしても活動するが、半年後の同年12月をもって卒業した。
2020年5月、週刊ヤングジャンプの「サキドルエースSURVIVAL」Season10に出場したが、グランプリ受賞はならず。同月29日、株式会社アドコミットの芸能プロダクション事業として設立した『PLUM JAPAN』（プラムジャパン）に所属となった。
2022年2月9日、公式SNSにおいて虹色の飛行少女を卒業・並びに芸能界引退を発表し、同年3月21日にTOKYO DOME CITY HALLで行われた「虹色の飛行少女 SPライブ」をもって、ニジマス時代から5年半にわたる芸能活動を終了。自身のSNSは全て削除された。

## 人物
- 現在の愛称は「ふみちゃ」[1]だが、ニジマス時代は「しおしお」と呼ばれていた[2]。
- 弟が1人いる[8]。
- 小学6年の時からアイドルに憧れており、原宿でのスカウトをきっかけにニジマスのオーディションを受けた[4]。
- 農業高校（北葛飾郡杉戸町。）に通っていたことから、エリンギ栽培を得意としている。学科は生物生産工学科。[9]。
- AKB48チーム4メンバーの浅井七海と仲が良い[10]。
- 憧れのモデルは鶴嶋乃愛[2]。

## 作品

### デジタル写真集
- おさんぽカメラ「ふみちゃと妄想デート」（2019年4月2日）

## 出演

### イベント
- ぽぷろないとvol.5（2019年2月27日、南青山Future Seven） - MCとして出演[9]
- エンタメイベント JOINT Vol.3（2019年7月25日、渋谷THE GAME） - MCアシスタントとして出演[11]

### 舞台
- アドリブ心理劇「レジスタンスイレブン～集いはサクラの樹の下で～」（2019年4月5日 - 13日、上野ストアハウス）[注 2]
- スリーアウト!～ホームラン篇～（2019年6月7日 - 16日、新宿村LIVE）[注 3]